# 中国科学院山西分院
中国科学院山西分院是一所已撤销的科研机构。中国科学院山西分院成立于1959年4月28日，下设原子能、生物、化学、物理、数学、电子、自动化、地球物理等八个研究所。1959年时，全院有2,255人。分院受中国科学院和山西省人民委员会双重领导，王大任担任院长。1962年11月，中国科学院山西分院撤销。